# Трикольор
Трикольорът (на френски: tricolore; на латински: tricolor – трицветен) или трибагреник е знаме с три цвята. Трите цвята могат да бъдат разположени хоризонтално, вертикално и по-рядко диагонално.
Трибагрениците са широко разпространени по света.

## Примери
- Знамето на Армения
- Знамето на Белгия
- Българското знаме
- Знамето на Германия
- Знамето на Италия
- Знамето на Ирландия
- Знамето на Руската федерация
- Френският трикольор